# Dementium II
Dementium II è un videogioco di genere survival horror e sparatutto in prima persona del 2010, sviluppato da Renegade Kid per Nintendo DS e pubblicato da Gamecock Media Group (Nord America), Intergrow Inc. (Giappone) e SouthPeak Games (Europa). Nel 2013 è stata distribuita una versione rimasterizzata in HD per PC e macOS.
È il seguito di Dementium: The Ward, distribuito nel 2007.

## Trama
Il gioco inizia con il risveglio del protagonista del capitolo precedente, William Redmoor (che ha recentemente subìto un intervento chirurgico al cervello), su un letto del “Centro Alba Lucente”, un ospedale psichiatrico dove è stato trasferito in seguito all'operazione, considerata una delle migliori strutture del Nord America dedicate alla cura dei disturbi mentali con tecniche innovative. William viene scortato fino a una cella dove trova una cartolina il cui messaggio lo supplica di fuggire da lì prima che sia troppo tardi. Improvvisamente, il mondo intorno a William muta e si trasforma in una versione estremamente folle e angosciante: egli è perciò costretto a farsi strada attraverso questa realtà, profondamente alterata e delirante, che si manifesterà a fasi alterne durante tutto il gioco. Inoltre troverà numerose altre cartoline stranamente firmate da lui stesso.
All'interno dell'ospedale William incontra il Dottore, il quale lo informa che la realtà distorta si è manifestata solo dopo che è stato eseguito un intervento chirurgico al suo cervello (implicando che è stato "fatto uscire" qualcosa dalla testa di William), poi gli scatena contro una mostruosa creatura. Dopo averla eliminata, William continua a cercare una via d'uscita dall'ospedale e trova la sua cartella clinica dove è scritto che è stato trasferito lì dall'“Ospedale statale di Cowling” per criminali malati di mente, che ha presumibilmente assassinato la moglie Elizabeth subendo un trauma psicologico e che soffre di possibili disordini schizofrenici diagnosticati come malattia non classificata.
William riesce a fuggire attraverso un tunnel presente nella stanza delle caldaie e si dirige verso un vicino villaggio innevato, combattendo i mostri che hanno infestato la campagna e trovando vari appunti, probabilmente scritti da Elizabeth, che lo conducono da un posto all'altro nel tentativo di incontrarla; questo lo porta alla tomba di loro figlia Amanda, da cui estrae una bambola che ripone sull'altare di una chiesa dove sua moglie lo starebbe aspettando, dove invece William viene attaccato da una strega wendigo. Successivamente trova un'altra cartolina che lo spinge a tornare in ospedale per fermare il Dottore.
Al ritorno in ospedale il Dottore parla con William attraverso l'interfono lamentando la sua "mancanza di collaborazione", inviandogli inquietanti messaggi e schernendolo. Perlustrando l'ospedale William trova una pagina di un libro che parla di Malatesta, un antico serpente intrappolato nel piano inferiore del Tormento: secondo la pagina, i secoli trascorsi da Malatesta in questo piano lo hanno mutato in una bestia di immenso potere, folle e piena di rabbia; Malatesta può essere ferito solo nei meandri più profondi del Tormento, e se riuscisse a liberarsi da questo piano sarebbe invincibile. Il mostro sta cercando di raggiungere il mondo reale infettando un ospite con un'eruzione psicoplasmatica, con l'intento di aprire un varco tra i due piani così che i morti regneranno sui vivi, un mondo governato dal dolore. William scopre che il Dottore è l'ospite di Malatesta.
William esplora una miniera e raggiunge un porto dove, entrando nella barca dell'ex custode del faro, trova la batteria necessaria per far funzionare un ascensore; proseguendo la strada affronta un mostro di enormi dimensioni, il Colosso, che sconfigge lanciandogli contro delle dinamiti, ottenendo l'ultimo dei tre pezzi che formano una reliquia-arma che serve anche per aprire due porte. Passando dalla porta del faro William torna all'ospedale, dove trova un messaggio d'avvertimento del cappellano Kennedy, suicidatosi dopo aver fatto l'orribile scoperta, il quale lo supplica di non scendere nel piano del Tormento, che si trova oltre la porta segreta del suo ufficio, perché farebbe il loro gioco. William però non lo ascolta e, dopo aver recuperato un codice, torna all'ufficio e lo inserisce nel lucchetto a combinazione sul muro, aprendo la porta verso una stanza rituale che accoglie la reliquia-arma e lo conduce alla dimensione del Tormento. Raggiunto l'ultimo piano del Tormento, William combatte contro Malatesta e lo sconfigge sparando ripetutamente alla gemma contenuta nelle sue fauci.
William si ritrova nuovamente all'interno dell'ospedale, in una stanza silenziosa. Mentre sta per andarsene, in uno specchio scorge stranamente il riflesso del Dottore invece del proprio: quando gli si avvicina, il riflesso lo afferra per un braccio e lo trascina nello specchio.

## Modalità di gioco
Dementium II presenta molti miglioramenti rispetto al suo predecessore, tra cui diverse armi, una più ampia varietà di nemici e ambientazioni, la capacità di saltare, accovacciarsi e di tenere la torcia e la pistola allo stesso tempo, il miglioramento del sistema di salvataggio e delle mappe, e la rimozione dei nemici che si rigenerano. Inoltre, i medicinali vengono salvati nell'inventario e il giocatore può usarli in qualsiasi momento.
Sono presenti due modalità: una a giocatore singolo, che affronta la storia di William Redmoor (con la difficoltà selezionabile tra facile, normale e difficile), e una survival.

## Accoglienza
| Testata                               | Giudizio |
| ------------------------------------- | -------- |
| Metacritic (media al 1º gennaio 2021) | 75/100   |
| GameSpot                              | 8/10     |
| IGN                                   | 8/10     |
| Eurogamer                             | 7/10     |
| Multiplayer.it                        | 7,8/10   |
| Jeuxvideo.com                         | 16,2/20  |
| Destructoid                           | 7,5/10   |
| GamesRadar+                           | [ 12 ]   |
| Famitsū                               | 30/40    |
| GamePro                               | [ 14 ]   |
| Slant Magazine                        | [ 15 ]   |
| SpazioGames                           | 8/10     |
| Nintendo Life                         | 7/10     |
| Nintendo World Report                 | 8,5/10   |
| The A.V. Club                         | C        |

Il gioco è stato accolto positivamente dalla critica, ricevendo generalmente giudizi superiori rispetto al primo capitolo.
(Tommaso Pugliese, multiplayer.it, 24 settembre 2010)